# Зірконавти (телесеріал)
«Зірконавти» — український комедійний ситком-телесеріал студій «Квартал-95» та Drive Production. Прем'єра першого сезону відбулася 5 листопада 2018 на телеканалі ТЕТ.

## Синопсис
Нарешті в космос полетить команда українських космонавтів! Секретна лабораторія випадково здійснила неймовірне відкриття — наші науковці винайшли суперпаливо у вигляді звичайної пігулки. Тепер, маючи у своєму розпорядженні майже необмежені енергоресурси, дослідники вирішують організувати Першу українську космічну місію. Часу обмаль, екіпаж обирають нашвидкоруч, а ціль місії й взагалі забувають визначити.

## У ролях
- Віктор Розовий — Вітя, капітан космічного корабля
- Крістіна Понунаєва — Іона
- Рустем Емірсалієв — Азіз, лікар космічного корабля
- Дар'я Кобякова — Оксана, дослідник космічного корабля
- Олександр Станкевич — Олексій, штурман космічного корабля
- Сергій Бібілов — Гурамич, бортінженер космічного корабля
- Світлана Барандич — Тьотя Галя, еколог космічного корабля
- Марк Куцевалов — психолог
- Ілля Дерменжи — Дмитро, заступник керівника космічної місії
- Дмитро Голубєв —Антон Дрига, керівник космічної місії